# Michel Bruel
Pour les articles homonymes, voir Michel Bruel (rugby à XV) et Bruel.
Michel Bruel est un danseur français né à Sète le 13 décembre 1941[réf. nécessaire]. Il commence la danse à l'âge de 12 ans au théâtre de Cannes avec pour professeur Nina Lopez.

## Biographie
À 18 ans, il réalise son premier engagement au Ballet de l'Opéra de Marseille. Il danse pour la première fois à 19 ans le rôle du Prince Albrech dans Giselle, avec pour partenaire Nina Vyroubova. Ce sera son rôle fétiche. C'est à 20 ans, lors du Festival International de Danse au Théâtre des Champs-Élysées à Paris, qu'il obtient le prix du meilleur danseur par la critique unanime. Après cette récompense, il signe un contrat aux États-Unis avec le Ballet national de Washington où il pourra, durant une année, se familiariser avec les rôles du répertoire classique. Il y dansera également plusieurs œuvres du chorégraphe George Balanchine. Avec cette compagnie, il va parcourir durant des séries de tournées presque toutes les villes américaines, ce qui lui apportera l'endurance, l'expérience et une importante connaissance des rôles.
Sa carrière internationale commence dès son retour en France en 1966, lors d'un engagement pour une tournée en Chine de deux mois avec le Ballet classique de France, où il interprètera les premiers rôles du répertoire classique avec pour partenaires les plus prestigieuses ballerines. En 1968, il est invité par le Ballet national de Cuba, lors du premier festival de danse de celui-ci, avec pour partenaire Claire Sombert. La célèbre Galina Oulanova, présente durant ce festival et après avoir assisté à la représentation de Giselle, lui proposa de venir danser au Théâtre Bolchoï de Moscou. Il sera finalement la révélation de ce festival de Cuba auprès du public et de la critique.
Il sera régulièrement invité en Russie de 1968 à 1973 où il se produira au sein des ballets suivants :
- Ballet du Théâtre Mariinski, Saint-Pétersbourg : interprète le Lac des cygnes et Giselle avec Claire Sombert, Ghislaine Thesmar.
- Ballet du Théâtre Bolchoï, Moscou : interprète Giselle avec Claire Sombert.
- Ballet du Théâtre Stanislavski, Moscou : interprète le Lac des cygnes (version Bourmeister) avec Valentina Sopseva.
- Ballet du Théâtre de Kiev : interprète le Lac des cygnes et Giselle avec Tatiana Taiakina.
- Théâtre du Ballet d'Odessa : interprète le Lac des cygnes et Giselle avec Gabriela Komleva.

En 1970, Alicia Alonso l'invite pour danser avec elle à la télévision cubaine Le Lac des cygnes. Durant ce séjour à La Havane, il dansera également ce ballet avec Loipa Araujo. En 1976, la chorégraphe Birgit Cullberg l'invite à Stockholm pour son Roméo et Juliette.

## Carrière (1959-1985)
Principaux ballets interprétés
- Giselle
- Le Lac des cygnes
- Les Sylphides
- Casse-noisette
- Raymonda
- La Fille mal gardée
- La Belle au bois dormant
- La Bayadère
- Coppelia

Principaux chorégraphes interprétés
- George Balanchine
- Maurice Béjart
- Birgit Cullberg
- John Cranko
- Joseph Lazzini
- Roland Petit
- Lorca Massine
- Kô Murobushi
- John Taras
- George Skibine

Partenaires
- Alicia Alonso
- Loipa Araujo
- Sonia Arova
- Liane Dayde
- Rosella Hightower
- Gabriella Komleva
- Magdalena Popa
- Claire Sombert
- Valentina Sopseva
- Tatiana Taiakina
- Marjorie Tallchief
- Ghislaine Thesmar
- Nina Vyroubova

Festivals
- Cuba
- Nervi, Italie
- Athènes
- Bergen, Norvège
- Venise, La Fenice
- Festival international des Champs-Élysées, Paris
- Florence, Palazzo Pitti
- Central Park, New York
- Le Marais, Paris
- Orange, Théâtre Antique, France

## Filmographie
- 1966 : The Hollywood Palace (saison 4) : un danseur français